# 珍珠 (小说)

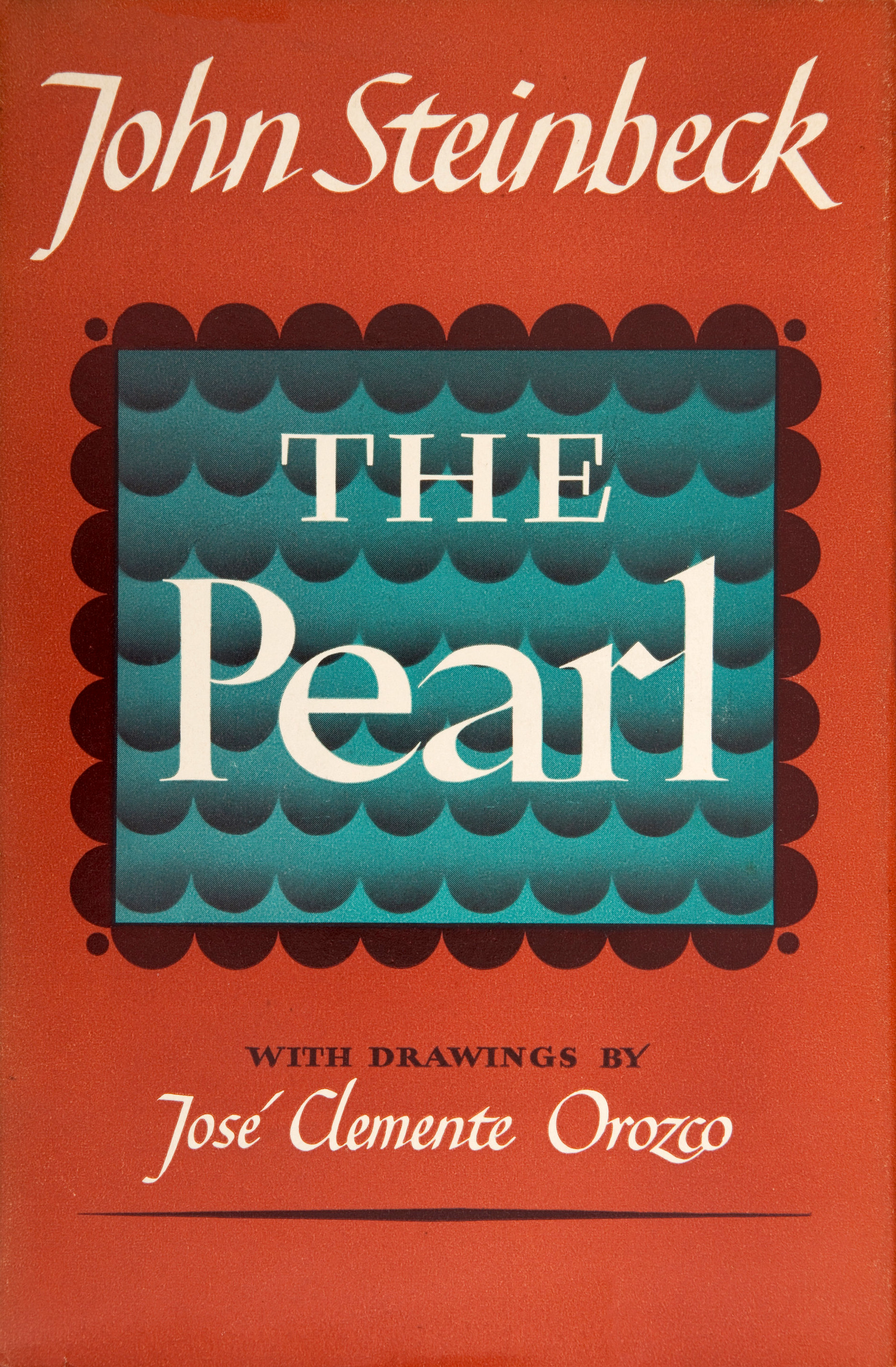
《珍珠》第一版封面

《珍珠》（The Pearl）是美国作家约翰·斯坦贝克的一部短篇小说，出版于1948年。小说讲述了潜水采珠人奇诺的故事，并探讨了人性、贪婪和邪恶。1940年，他在盛产珍珠的地区旅行，在墨西哥拉巴斯那里听到当地的民间故事，获得灵感。1947年，故事被改编成墨西哥同名电影La perla。本小说是斯坦贝克最出名的故事，在高中课堂上被广泛阅读。

## 概要
年幼的儿子小狗子（Coyotito）被蝎子蛰了，他的父亲奇诺（Kino）为他找了医生，但为支付医药费而深感苦恼。镇上的医生们因奇诺贫穷，拒绝对小狗子进行治疗；这令奇诺深感愤怒。不久之后，奇诺发现了一个巨大、明亮的珍珠，立即决定出售它来支付医药费。所有人都称这是“稀世宝珠”，并对它垂涎。当晚，奇诺在自家遭到袭击。奇诺决定摆脱这个困扰，第二天就进城。然而，收珍珠的彼此串谋，开出低价，奇诺只好转向首都，以寻求好价钱。然而，妻子胡安娜（Juana）认为珍珠带来了黑暗和贪婪，在晚上悄悄地把珍珠扔回了大海。当奇诺发现时，一怒之下大打出手，将她放倒在海岸边。奇诺带着珍珠回家，遭到陌生人的袭击，奇诺反击成功。奇诺以为珍珠丢了，但胡安娜告诉他珍珠在她这里。当他们回来后，发现房子被付之一炬。离开镇子，奇诺和胡安娜躲在他的兄长胡安·托马斯（Juan Tomás）家里，准备进首都的行装。只有在那里，珍珠才能被卖出好价钱。奇诺、胡安娜、小狗子趁着天黑启程。早上，奇诺休息片刻，发现他们被跟踪了。自知三人无法摆脱杀手，奇诺带着家人躲进了大山。他们在水洞旁边躲了起来。奇诺明白，如果想进首都，就必须摆脱杀手。当他准备袭击时，小狗子发出了哭声，其中的一名杀手朝着胡安娜和小狗子藏身的方向开了一枪。奇诺完成袭击后回来，却发现小狗子不幸遇难。早晨，奇诺和胡安娜带着小狗子的遗体返回了拉巴斯，并将珍珠掷回了大海。

## 背景
1944年，斯坦贝克打算将故事写为电影脚本并在《妇女居家伴侣》（Woman's Home Companion）中登为短篇小说“稀世宝珠”最初，故事被叫为《拉巴斯的珍珠》尔后，斯坦贝克将小说扩充，改名为《珍珠》，在1947年由维京出版社出版。当他编写小说版时，他常常前往墨西哥，查看杰克·瓦格纳（J. Wagner）改编的同名电影剧本。电影在1947年被雷电华电影录制上映。

## 反响
《纽约时报》和《图书馆杂志》对小说给予了好评。本小说是斯坦贝克最受欢迎的故事，在中学课堂上被广泛阅读
杰克逊·本森认为斯坦贝克的《珍珠》受到了荣格哲学的影响。斯坦贝克写到他之所以创作该小说，是探讨“人类贪婪、拜物、内在价值”的主题。

## 脚注
1. ↑  The Pearls of La Paz （页面存档备份，存于）, Kristian Beadle, Pacific Standard Magazine, July 6, 2010
2. 1 2  Simmonds, Roy S. "Steinbeck's The Pearl: A Preliminary Textual Study. ", Steinbeck Quarterly 22.01-02 (Winter/Spring 1989): 16-34.
3. 1 2  Hayashi, Tetsumaro. . Scarecrow Press. 1993: 174–  [30 January 2013]. ISBN 9780810826113. （原始内容存档于2013-10-28）.
4. 1 2 3  Railsback, Brian E.; Meyer, Michael J. . Greenwood Publishing Group. 2006: 284–  [30 January 2013]. ISBN 9780313296697. （原始内容存档于2014-01-05）.
5. 1 2  Benson, Jackson J. . Duke University Press. 1990: 143–  [30 January 2013]. ISBN 9780822309949. （原始内容存档于2013-11-02）.
6. 1 2  . Ball State University.   [30 January 2013].
7. ↑  Schultz, Jeffrey D.; Li, Luchen. . Infobase Publishing. 2009-01-01: 167–  [30 January 2013]. ISBN 9781438108506. （原始内容存档于2014-06-27）.

## 延伸阅读
- Sparknotes: for The Pearl （页面存档备份，存于）